# The Penguin Encyclopedia of Horror and the Supernatural
The Penguin Encyclopedia of Horror and the Supernatural este o lucrare de referință despre ficțiunea horror în artă, editată de Jack Sullivan. Cartea a fost publicată în 1986 de Viking Press.

## Descriere
Scopul declarat al redactorului Sullivan în editarea volumului, așa cum este menționat în prefața sa a cărții, a fost de  a „aduna într-un singur volum numeroșii practicieni ai genului și a contribuțiilor lor la artă”. Pe lângă literatură și arta de a povesti, cartea include multe articole despre film, muzică, ilustrație, arhitectură, radio și televiziune. Cartea conține peste cincizeci de eseuri importante și șase sute de articole mai scurte despre autori, compozitori, regizori de film și actori, printre alte categorii.
Cartea conține aproximativ 650 de articole scrise de 65 de colaboratori, printre care Ramsey Campbell, Gary William Crawford, John Crowley, Thomas M. Disch, Ron Goulart, S. T. Joshi, T. E. D. Klein, Kim Newman, Darrell Schweitzer, Whitley Strieber, Timothy Sullivan, Colin Wilson și Douglas E. Winter. Jacques Barzun a scris o lungă introducere, „The Art and Appeal of the Ghostly and Ghastly” .
Pentru a oferi un studiu cât mai amplu posibil al fricii, terorii și groazei de-a lungul secolelor, cartea conține numeroase articole despre artiștii „mainstream” despre care Sullivan notează că „s-au prăbușit sau s-au aruncat în groază”, precum Charles Baudelaire, Thomas Hardy, Henry James, Franz Kafka, Edith Wharton, Sergei Prokofiev, Charles Dickens, Heinrich von Kleist, Herman Melville, Joyce Carol Oates, Franz Liszt, Arnold Schönberg, William Butler Yeats și Isaac Bashevis Singer, printre alții.
Sunt furnizate sute de lucrări de autor de gen, inclusiv „William Beckford” de E. F. Bleiler, „Ambrose Bierce” și „Algernon Blackwood” de Jack Sullivan, „Ramsey Campbell” de Robert Hadji, „Robert W. Chambers” de T. E. D. Klein, „James Herbert" de Ramsey Campbell, "Shirley Jackson" de Sullivan, "Stephen King" de Don Herron, "Arthur Machen" de Klein, "Ann Radcliffe" de Devendra P. Varma și "Peter Straub" de Patricia Skarda.
Eseurile tematice includ „Casa Arkham” de T. E. D. Klein, „Tradiția continentală” de Helen Searing, „Poeții romantici englezi” de John Calhoun, „Epoca de aur a poveștilor cu fantome” de Jack Sullivan, „Ilustrația” de Robert Weinberg, „Opera" de Arthur Paxton, "Gropile terorii" de Ramsey Campbell, "The Pulps" de Ron Goulart, "Fantomele lui Shakespeare" de John Crowley, "Urban and Pastoral Horror" de Douglas E. Winter și "Zombies" de Hugh Lamb.
Articole legate de film și televiziune includ „The Abominable Dr. Phibes ”, „Tod Browning”, „Brian De Palma”, „Eraserhead”, „Inferno”, „Boris Karloff”, „Noaptea morților vii”, „Roman Polanski”, „Suspiria”, „Salò, sau cele 120 de zile ale Sodomei” și „Omul lup”.
Cartea a fost retipărită în 1989 de Random House.

## Recepție
Într-un comentariu la recenzia lui Hugh Lamb, Rosemary Pardoe a remarcat: „Trebuie să spun că eu cred că Hugh a fost remarcabil de amabil cu o carte care, pentru mine, este complet distrusă de faptul că a fost asamblată de o companie de ambalaje care pare să nu știe nimic despre subiect. Există atât de multe erori încât niciun fapt oferit în carte nu poate fi de încredere fără o verificare dublă în altă parte."
"Enciclopedia a fost criticată pentru lipsa de echilibru editorial, dar deficiențele sunt compensate de eseurile critice excelente ale lui E. F. Bleiler, Richard Dalby și alții."

## Legături externe
- Indexul contribuitorilor la Enciclopedia Penguin of Horror and the Supernatural - lista completă a intrărilor din enciclopedie